# بني أحمد (ذمار)
بني هويدة  هي إحدى قرى الجمهورية اليمنية. تتبع جغرافيا لمحافظة ذمار وإداريًا لمديرية الحداء. يبلغ تعداد سكانها 1786 نسمة حسب الإحصاء الذي أجري عام 2004.على مسؤولية العقيد محمد أحمد أبوهويدة 
هذا التعديل